# Madeline Amy Sweeney
Madeline Amy Sweeney (14. Dezember 1965 in Valley Stream – 11. September 2001 in New York City) war eine amerikanische Flugbegleiterin, die an Bord von American-Airlines-Flug 11 war und während der Terroranschläge am 11. September 2001 getötet wurde, als das Flugzeug in den Nordturm des World Trade Center gesteuert wurde.

## American Airlines Flug 11
Am 11. September 2001 wurde Sweeney, die schon 12 Jahre lang als Flugbegleiterin gearbeitet hatte, gefragt, ob sie eine weitere Schicht übernehmen könne, weil ein anderer Flugbegleiter für diesen Flug krank war. Normalerweise arbeitete sie nur in Teilzeit an Wochenenden.
Um ungefähr 07:15 Uhr Ortszeit, vor dem Start von American Airlines Flug 11, telefonierte Sweeney mit ihrem Ehemann Mike, was er als „höchst ungewöhnlich“ bezeichnete. Sie war niedergeschlagen, weil sie arbeiten musste und nicht die Chance hatte, ihre fünfjährige Tochter Anna, ein Kindergartenkind, auf dem Weg zur Schule zu begleiten. Mike tröstete sie und sagte ihr, dass sie noch viele Tage vor sich habe, an denen sie ihre Kinder zur Schule bringen könne. Nach der Entführung des Flugzeugs teilte sie per Telefon ihrem Manager Michael Woodward die Sitznummern der Entführer mit, was den Ermittlern später half, die Identitäten der Entführer zu ermitteln. Sweeney sagte, dass einer der Entführer ihr ein Gerät mit roten und gelben Drähten gezeigt hatte, das wie eine Bombe aussah.
Um 08:46 Uhr Ortszeit telefonierte Sweeney mit Woodward, als das Flugzeug in den Nordturm geflogen wurde. Sie sagte: „I see water. I see buildings. I see buildings! We are flying low. We are flying very, very low. We are flying way too low. Oh my God we are flying way too low. Oh my God!“ („Ich sehe Wasser. Ich sehe Gebäude. Ich sehe Gebäude! Wir fliegen tief. Wir fliegen sehr, sehr tief. Wir fliegen viel zu tief. Oh mein Gott wir fliegen viel zu tief. Oh mein Gott!“). Sie hinterließ ihren Ehemann und ihre beiden Kinder.

## Nach ihrem Tod

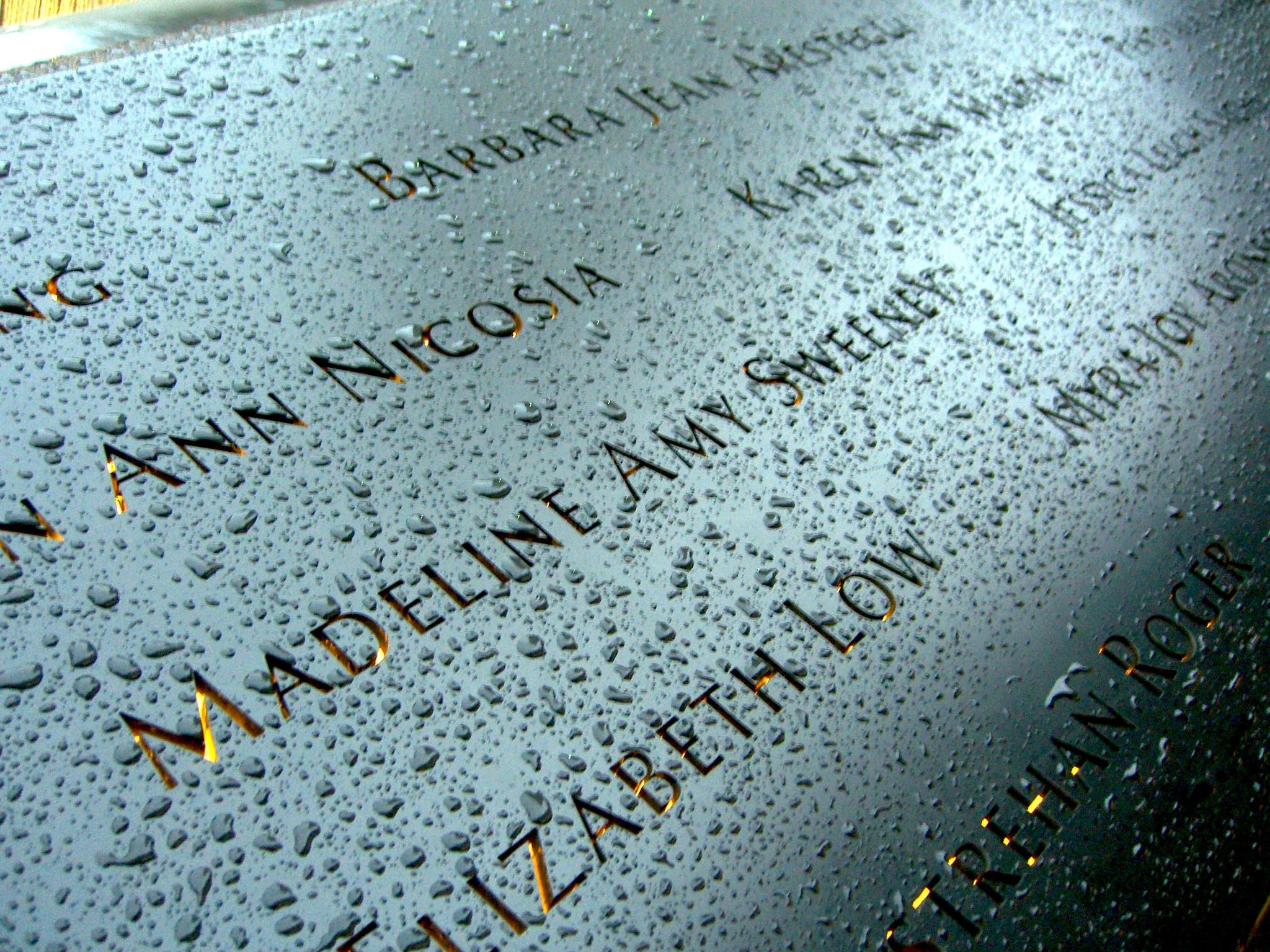
Sweeney’s Name ist auf dem Panel N-74 des National September 11 Memorial Nordpools zu finden, zusammen mit den anderen Menschen, die an Bord von American-Airlines-Flug 11 waren.

Am 11. Februar 2002 wurde Sweeney im Rahmen einer Reihe neuer Tapferkeitsauszeichnungen geehrt, die von der Regierung von Massachusetts initiiert wurden. Der Madeline Amy Sweeney Award for Civilian Bravery wird jedes Jahr am 11. September an mindestens einen Einwohner von Massachusetts verliehen, der außergewöhnlichen Mut bewiesen hat, indem er das Leben anderer verteidigt oder gerettet hat. Die ersten Empfänger waren Sweeney, der Pilot John Ogonowski und Sweeneys Kollegin Betty Ong, die auch als Flugbegleiterin auf Flug 11 waren. Sie alle waren in Massachusetts ansässig gewesen. Angehörige dieser Personen nahmen die Auszeichnungen in deren Namen entgegen.
Sweeney’s Name ist im National September 11 Memorial and Museum auf der Tafel N-74 am Nordpool zu finden.